# Madame Figaro
Madame Figaro es una revista de moda francesa, que forma parte de la edición del sábado del diario de circulación nacional francés Le Figaro, centrada y dirigida a las mujeres.

## Historia
La primera edición de Madame Figaro se publicó en 1980 y fue encabezada por Robert Hersant, quien sucedió a Jean Prouvost, creador de la revista francesa de moda femenina Marie Claire. La revista experimentó un éxito inmediato, debido a sus diversos contenidos y la calidad de la redacción, dirigida a lectores adinerados. La primera mujer editora en jefe de la revista fue Marie-Claire Pauwels, hija de Louis Pauwels. El lanzamiento de Madame Figaro en 1980 marcó un claro distanciamiento del movimiento feminista de la década anterior, en particular del movimiento para "liberar la pornografía", que tenía el objetivo de tomar el poder de las instituciones morales y religiosas dominantes.
Madame Figaro tuvo sus orígenes como un artículo de una sola página que apareció en la Figaro Magazine, porque la mayoría de los lectores de esa revista eran mujeres, atraídas por su orientación hacia temas de cultura y el arte de vivir (l'art de vivre). Le Figaro publicaba una serie de otros suplementos, cada uno en un día particular de la semana, por ejemplo, un suplemento de noticias económicas, un suplemento para sus lectores de la región de París, entre otras.
Madame Figaro se dedica exclusivamente a temas de interés para las lectoras. Esto ha incluido temas tan debatidos de la década de 1980, como las relaciones sexuales entre hombres y mujeres; aspiraciones hacia la igualdad entre los sexos y promover la emancipación de la mujer; cómo hacer que las familias tengan éxito durante el matrimonio; o temas sobre niños y familias fuertes.
Madame Figaro es una revista femenina convencional y un vehículo de ideas liberales y conservadoras desde principios de los años ochenta. Una parte vital del contenido de la revista es su enfoque en mejorar las carreras de las mujeres y desafiar las opiniones convencionales sobre los roles de las mujeres en la sociedad. La revista fue una de las primeras publicaciones de noticias en Francia en publicar artículos de larga duración sobre la condición de las mujeres en países extranjeros, utilizando sus propios periodistas.
Los mundos de la moda, la belleza y el interiorismo son el contenido fundamental de la revista. Los artículos que discuten la elegancia y la distinción, todo ello con una visión crítica de la conformidad social de la moda, han sido el sello distintivo de la presentación de la moda en Madame Figaro. 
La cultura, en su sentido amplio, ocupa un lugar de importancia en Madame Figaro, desde la literatura hasta la historia y la música. La revista ha publicado muchos artículos sobre celebridades francesas como Jean Giono, Jean Anouilh, así como sobre The Rolling Stones y Bob Dylan.
La revista había sido publicada por Hachette Filipacchi hasta 2001, cuando se comenzó a publicars Quebecor World Inc.
La primera edición internacional se publicó en Portugal con el nombre de Máxima. Durante la década de 1980, Madame Figaro se expandió a varios países, como Japón y Turquía, siguiendo la tendencia de la globalización en las revistas para mujeres. En la década de 1990, comenzó a publicarse la versión China. En 2019, Madame Figaro se desarrolló aún más hasta un total de diez ediciones, la última de las cuales comenzó en Hong Kong en el otoño de 2019.
Madame Figaro aparece actualmente junto a la edición del día sábado del periódico francés Le Figaro.

## Actualidad
La revista cuenta con una edición en línea además de su edición en papel. Una parte del contenido de Madame Figaro es accesible de forma gratuita en línea. La edición online también cuenta con varios blogs dedicados a temas de moda y belleza, como Fashion, etc… de Claudine Hesse.
Durante el último semestre de 2007, la tirada de Madame Figaro fue de 455.802 ejemplares. En 2011, la revista tuvo una tirada de 449.800 ejemplares. 
La directora de publicación desde 2012 es Anne-Florence Schmitt, y contó con dos editoras en jefe hasta 2016, Nicole Picart (Moda) y Blanche Rival (revista).

## Dirección editorial
La revista está dedicada a las tendencias en belleza y moda. El enfoque editorial y el diseño se dirigen a lectores con altos ingresos, con buena publicidad de lujo y artículos de publicación para lectores familiarizados con la actualidad.
Entre sus características habituales se encuentran: Culture Madame, Rendez-vous Madame (eventos y lugares públicos), mode/accessoires et beauté (moda, complementos y belleza), le Carnet de Stéphane Bern (diario de Stéphane Bern) y las páginas Conversation, Week-end, entre otras.

### Colaboradores destacados
- Grace de Mónaco
- Geneviève Gennart
- Élisabeth Gassier
- Marie-Dominique Sassin
- Constance Poniatowski
- Christine Clerc

## Grand prix de l'héroïne Madame Figaro
El Gran Premio Littéraire de l'Héroïne Madame Figaro es un premio que otorga la revista cada año desde 2004, que celebra a las nuevas heroínas de la literatura francesa y extranjera. Cada año se premian tres obras protagonizadas por mujeres heroínas: una novela francesa, una novela extranjera y una biografía.

### Categoría Ficción Francesa
- 2020 ː Leïla Slimani, Le pays des autres (Gallimard)
- 2019 : Gabriella Zalapì, Antonia (Zoé)
- 2018 : Isabelle Carré, Les rêveurs (Grasset)
- 2017 : Alexia Stresi, Looping (Stock)
- 2016 : Alexandra Lapierre, Moura (Flammarion)
- 2015 : Valérie Toranian, L'étrangère (Flammarion)
- 2014 : Lola Lafon, La Petite Communiste qui ne souriait jamais (Actes Sud)
- 2013 : Marie NDiaye, Ladivine (Gallimard)
- 2012 : Delphine de Vigan, Rien ne s'oppose à la nuit (Jean-Claude Lattès)
- 2011 : Marie Desplechin & Aya Cissoko, Danbé (Calmann-Lévy)
- 2010 : Hédi Kaddour, Savoir-vivre (Gallimard)
- 2009 : Colombe Schneck, Val de Grâce (Stock)
- 2008 : Marine Bramly, Festin de miettes (Jean-Claude Lattès)
- 2007 : Anne Wiazemsky, Jeune fille (Gallimard)
- 2006 : Raphaële Billetdoux, Un peu de désir sinon je meurs (Albin Michel)

### Categoría Ficción Extranjera
- 2020 ː Karina Sainz Borgo, La fille de l'Espagnole (Gallimard)
- 2019 : C.E Morgan, Le sport des rois (Gallimard)
- 2018 : Gabriel Tallent, My Absolute Darling (Gallmeister)
- 2017 : Lauren Groff, Les Furies (Éditions de L’Olivier)
- 2016 : Alessandro Baricco, La jeune épouse (Gallimard)
- 2015 : Angelika Klüssendorf, La fille sans nom (Presses de la cité)
- 2014 : Marjorie Celona, Y (Gallimard)
- 2013 : Jeffrey Eugenides, Le roman du mariage (Editions de l'Olivier)
- 2012 : David Grossman, Une femme fuyant l'annonce (Seuil)
- 2011 : Joyce Carol Oates, Petite sœur, mon amour (Philippe Rey)
- 2010 : Caterina Bonvicini, L'Équilibre des requins (Gallimard)

### Categoría Biografía
- 2020: David Teboul, Simone Veil, L'aube à Birkenau (Les Arènes)
- 2019: Dominique de Saint Pern, Edmonde (Stock)
- 2018: Anne et Claire Berest, Gabriële (Stock)
- 2017: Chimamanda Ngozi Adichie, Chère Ijeawele (Gallimard)
- 2016: Patti Smith, M Train (Gallimard)
- 2015: Alysia Abbott, Fairyland (Éditions Globe)
- 2014: Henri Gougaud, Le roman de Louise (Albin Michel)
- 2013: Madeleine Malraux, Avec une légère intimité (BakerStreet/Larousse)
- 2012: Catel & Bocquet, Olympe de Gouges (Casterman)
- 2011: Nadine Satiat, Gertrude Stein (Flammarion)
- 2010: Violaine Binet, Diane Arbus (Grasset)
- 2009: Jacqueline Mesnil-Amar, Ceux qui ne dormaient pas (Stock)
- 2008: Marie-Dominique Lelièvre, Sagan à toute allure (Denoël)
- 2007: Dominique Bona, Camille et Paul: La passion claudel (Grasset)
- 2006: Angie David, Dominique Aury (Léo Scheer)